# Agostino Soldati
Pour les articles homonymes, voir Soldati.
Agostino Soldati, né le 10 novembre 1910 à Neggio d'où il est originaire et mort le 11 décembre 1966 à Genève, est un diplomate suisse.

## Biographie
Après des études à Vienne et à Berne pour lesquels il obtient les titres de docteur en droit et d'avocat, il entre au Département des affaires étrangères en 1938. Il est en poste à Rome, à Berlin (où il représente les intérêts de 21 pays auprès du Troisième Reich), à Lisbonne et à Paris.

### New York et Paris
Nommé observateur suisse auprès de l'Organisation des Nations unies à New York en 1956 avec le titre de ministre plénipotentiaire, il est ensuite chef de la délégation suisse à l’Organisation européenne de coopération économique et auprès de la Communauté européenne du charbon et de l'acier dès 1958. L'année suivante, il est accrédité comme premier ambassadeur auprès de la Communauté économique européenne (CEE) et de l'Euratom. En 1961, il est nommé ambassadeur en France et chef de la délégation auprès de l’Organisation de coopération et de développement économiques. Il remet ses lettres de créance au général de Gaulle le 25 septembre de la même année.

### Dernière conférence des ambassadeurs
Lors de la dernière conférence des ambassadeurs à laquelle il prend part en septembre 1966, il déclare : « le crédit et le poids d’un pays dans le monde ne dépendent nullement du nombre de ses initiatives et de ses déclarations, mais du nombre de celles qui sont prises au sérieux et ont des conséquences réelles ».

### Mort en fonctions
Il meurt en fonctions en 1966, à l'âge de cinquante-six ans, après cinq ans passés dans la capitale française. Le jour de son décès, le général de Gaulle adresse des condoléances à sa veuve Daisy et au président de la Confédération Hans Schaffner. « Il avait une vaste culture, une profonde connaissance des choses et des gens et un esprit continuellement en éveil » devait écrire le secrétaire général du ministère des affaires étrangères Pierre Micheli (1905–1989) dans le Journal de Genève.

## Publications
- La responsabilité des États dans le droit international, Paris, Éditions Duchemin, 1934